# Radar cảnh báo sớm Daryal
Radar cảnh báo sớm kiểu Daryal là một radar cảnh báo sớm của Liên Xô. Nó bao gồm hai ăng ten mảng pha quét chủ động được đặt cách nhau 500 mét (1.640 ft) đến1,5 kilômét (4.921 ft). Bộ phận phát tín hiệu có kích thước 30 m × 40 m (98 ft × 131 ft) còn bộ thu là 80 m × 80 m (260 ft × 260 ft). Hệ thống radar hoạt động trên băng tần VHF có bước sóng từ 1,5 đến 2 mét (150 đến 200 MHz). Công suất phát ban đầu là 50 MW tối đa là 350 MW.
Theo Công ty RTI Mints, mỗi bộ thu Daryal có kích thước 100×100 m và có 4.000 lưỡng cực chéo. Mỗi máy phát có kích thước 40 × 40  m với 1.260 mô-đun, mỗi mô-đun có công suất 300 kW. Radar có tầm hoạt động 6.000 km với các mục tiêu có tiết diện phản xạ radar 0,1–0,12 m².:74 Radar có khả năng theo dõi 20 mục tiêu và đối phó với bốn nguồn gây nhiễu cùng lúc.:74 Nhà thiết kế Viktor Ivantsov, đã được trao tặng danh hiệu Anh hùng lao động Xã hội Chủ nghĩa Liên Xô vì những đóng góp của ông trong phát triển radar Daryal.
Radar Daryal được xâu dựng tại Olenegorsk, tỉnh Murmansk năm 1977. Nó ban đầu chỉ có radar thu tín hiệu, sử dụng bộ phát tín hiệu của radar Dnestr-M gần đó. Hai trạm radar Daryal tiếp theo được đặt tại Pechora (1983) và Qabala (1985). Radar Daryal-U được dự định đặt tại Balkhash-9 gần Sary Shagan, Kazakhstan, Mishelevka gần Irkutsk và Yeniseysk-15 ở Krasnoyarsk, Siberia. Radar Daryal-UM dự kiến được đặt tại Skrunda, Latvia, và Mukachevo, Ukraine.
Ban đầu, có tất cả bảy trạm radar Daryal được lên kế hoạch triển khai, however, tuy nhiên chỉ có hai trạm đi vào hoạt động, trạm Pechora và Gabala.
Chính quyền Clinton của Mỹ đã đề nghị hỗ trợ tài chính trong việc hoàn thành cơ sở Mishelevka để đổi lấy việc sửa đổi Hiệp ước chống tên lửa đạn đạo để cho phép Mỹ triển khai hệ thống phòng thủ tên lửa quốc gia. Nga bác bỏ đề nghị này và năm 2002 Mỹ đã đơn phương rút khỏi hiệp ước ABM. Trạm radar Daryal đặt tại Mukachevo ở Ukraine không bao giờ được hoàn thành sau khi Liên Xô sụp đổ trong khi trạm radar đặt tại Skrunda đã bị bỏ hoang sau khi Liên Xô rút khỏi Latvia. Trạm Daryal-U ở Yeniseysk (Krasnoyarsk) đã khiến phương Tây lo ngại về việc tuân thủ Hiệp ước ABM trong quá trình xây dựng vào những năm 1980. Điều VI (b) yêu cầu các radar phải ở vùng ngoại vi của lãnh thổ quốc gia và hướng ra bên ngoài trong khi radar Yeniseysk hướng trên Siberia. Tháng 9 năm 1989, Liên Xô thừa nhận đã vi phạm hiệp ước, việc xây dựng ngừng lại và cuối cùng trạm radar đã bị tháo dỡ.

## Các biến thể
Nguyên mẫu máy thu Daryal thử nghiệm còn gọi là Daugava (5U83) hoạt động thử nghiệm sử dụng bộ phát tín hiệu của radar Dnestr-M. Nó có kích thước bằng một nửa máy thu Daryal hoàn chỉnh nhưng có cùng thiết bị và hệ thống máy tính.

Phiên bản Daryal (5N79) sau đó đã được cải tiến bởi các phiên bản Daryal-U (90N6) và Daryal-UM. Daryal-U giảm số phần tử phát tín hiệu xuống còn một nửa so với Daryal. Radar Volga (70M6) là một radar cảnh báo sớm giống như Daryal nhưng hoạt động trên bước sóng decimet (UHF) chứ không phải bước sóng mét (VHF) như radar Daryal. Nó được phát triển để sẽ bổ sung cho các trạm radar Daryal. Chỉ có một trạm radar Volga đi vào hoạt động tại Baranavichy, khởi công vào năm 1982, dừng vào đầu những năm 1990, khởi động lại vào năm 1999 và đi vào hoạt động năm 2003.

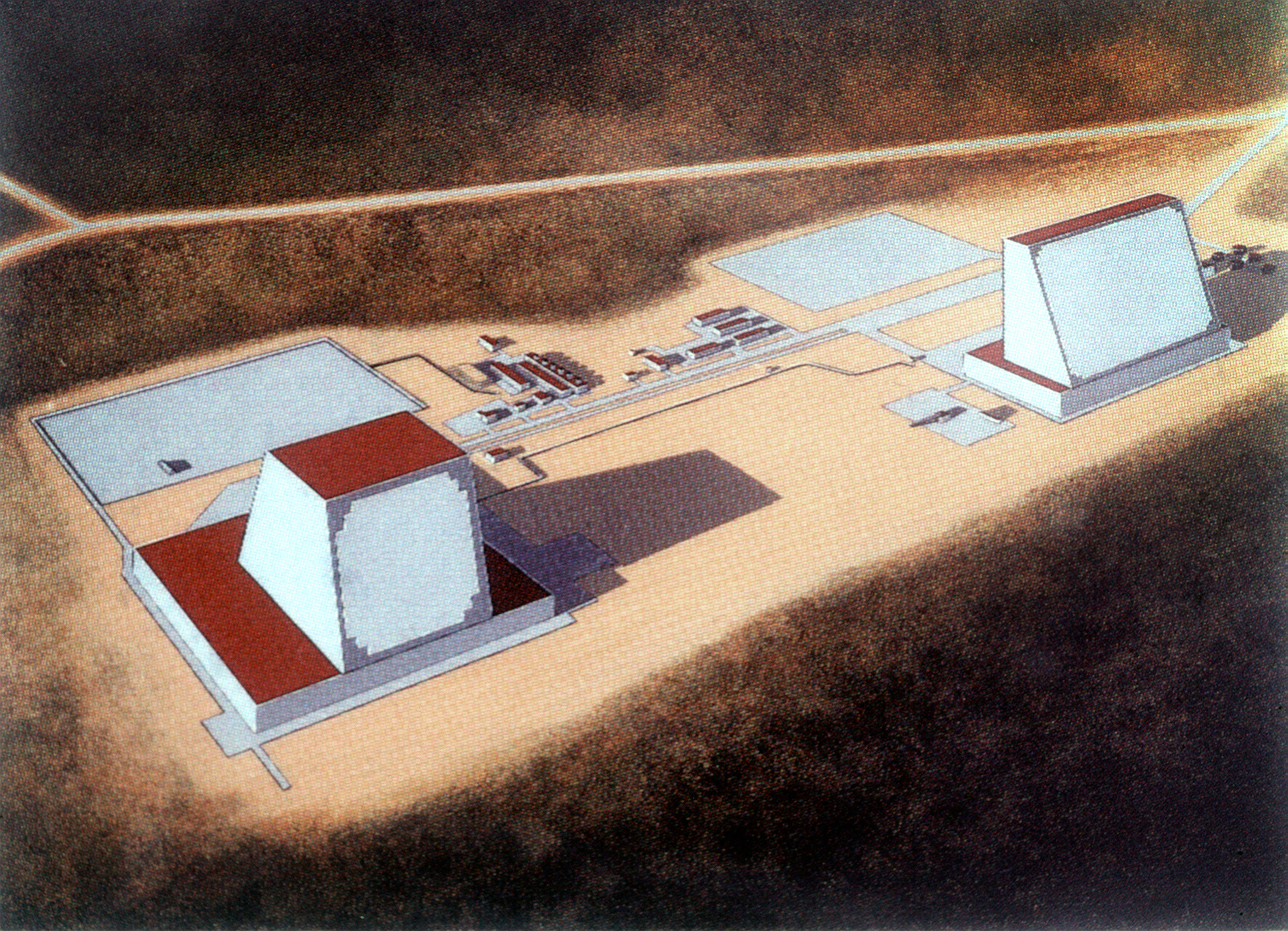
Minh họa của người Mỹ về cơ sở radar Daryal - radar truyền tín hiệu ở bên trái, radar thu tín hiệu ở bên phải.
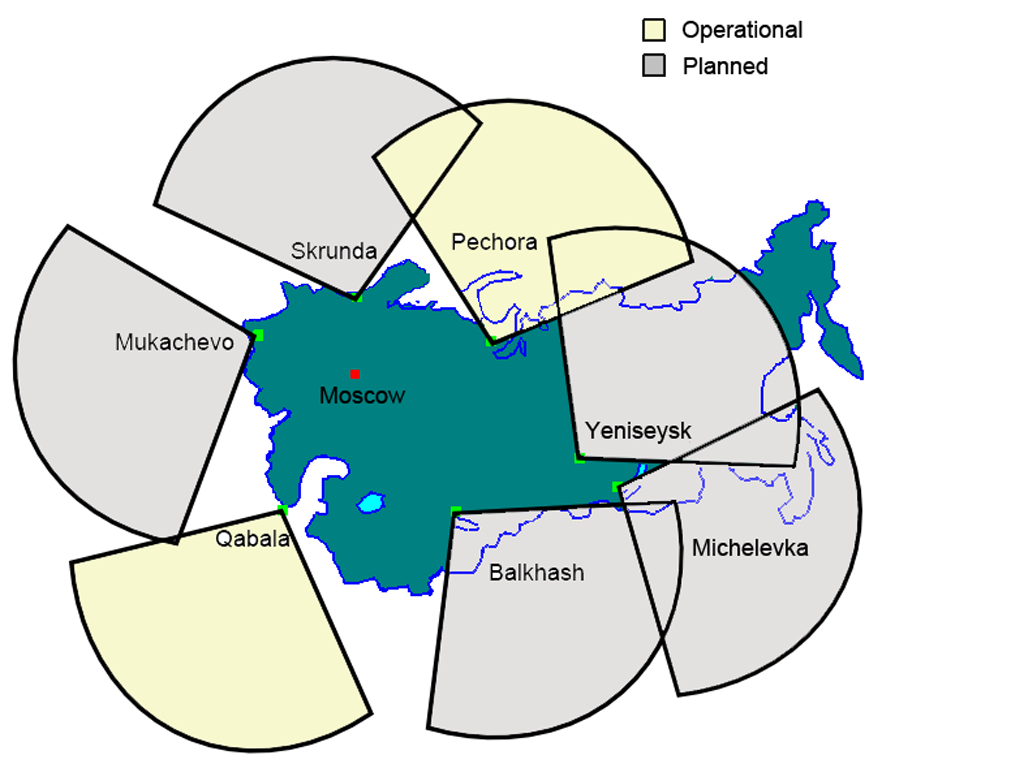
Vị trí các trạm radar Daryal.
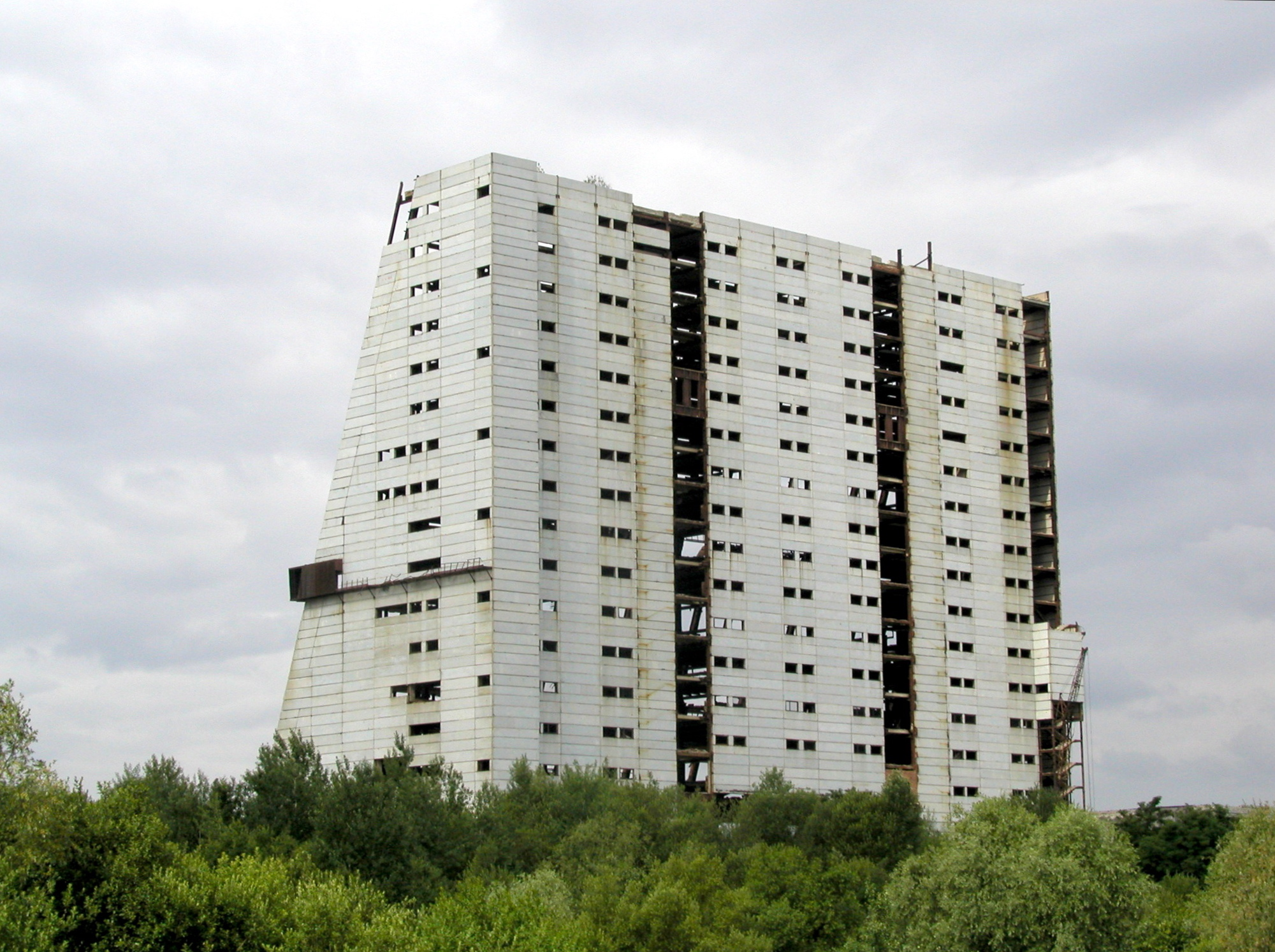
Phần còn lại của trạm radar Daryal-UM tại Mukachevo, Ukraine (2003)

## Vị trí
| Designation | Location                                                                  | Coordinates | Azimuth          | Type      | Built     | Details                                                                         |
| ----------- | ------------------------------------------------------------------------- | --- | ---------------- | --------- | --------- | ------------------------------------------------------------------------------- |
| RO-1        | Olenegorsk-1, Olenegorsk, Kola Peninsula, Russia                          | 68°6′59,63″B 33°55′8,69″Đ / 68,1°B 33,91667°Đ receiver                                                                     | 308°             | Daugava   | 1975–1977 | Thử nghiệm sử dụng radar truyền tín hiệu của Dnestr-M. Vẫn hoạt động.           |
| RO-2        | Skrunda-1, Latvia                                                         | 56°43′40,92″B 21°58′58,1″Đ / 56,71667°B 21,96667°Đ receiver                                                                | 308°             | Daryal-UM | 1986–1991 | Phá dỡ năm 1995.                                                                |
| -           | Hantsavichy Radar Station (often listed as Baranavichy), Kleck-2, Belarus | 52°49′59,95″B 26°28′31,83″Đ / 52,81667°B 26,46667°Đ transmitter 52°51′41,98″B 26°28′2,88″Đ / 52,85°B 26,46667°Đ receiver   | 262.5°           | Volga     | 1986–2003 | Đang vận hành                                                                   |
| RO-5        | Mukachevo Radar Station, Ukraine                                          | 48°23′6,56″B 22°48′1,72″Đ / 48,38333°B 22,8°Đ transmitter 48°23′18,41″B 22°47′37,71″Đ / 48,38333°B 22,78333°Đ receiver     | 218°             | Daryal-UM | 1986–1991 | Bị phá dỡ năm 2011.                                                             |
| RO-7        | Gabala Radar Station, Qabala, Azerbaijan                                  | 40°52′16,62″B 47°48′32,25″Đ / 40,86667°B 47,8°Đ transmitter 40°52′4,54″B 47°47′44,6″Đ / 40,86667°B 47,78333°Đ receiver     | 162°             | Daryal    | 1977–1985 | Tạm dừng vào năm 2012.                                                          |
| RO-30       | Pechora Radar Station, Pechora, Komi Republic, Russia                     | 65°12′36,59″B 57°17′43,38″Đ / 65,2°B 57,28333°Đ transmitter 65°12′36,55″B 57°16′34,68″Đ / 65,2°B 57,26667°Đ receiver       | 2° (estimated)   | Daryal    | 1975–1984 | In operation.                                                                   |
| OS-1        | Mishelevka Radar Station, Usolye-Sibirskoye, Irkutsk, Russia              | 52°51′20,11″B 103°13′53,94″Đ / 52,85°B 103,21667°Đ transmitter 52°51′42,02″B 103°14′20,49″Đ / 52,85°B 103,23333°Đ receiver | 135°             | Daryal-U  | 1979–1984 | Phá dỡ năm 2011. Được thay bằng radar cảnh báo sớm Voronezh.                    |
| OS-2        | Balkhash Radar Station, Sary Shagan, Kazakhstan                           | 46°35′19,48″B 74°27′59,19″Đ / 46,58333°B 74,45°Đ transmitter 46°36′2,7″B 74°29′51,67″Đ / 46,6°B 74,48333°Đ receiver        | 152° (estimated) | Daryal-U  | 1984–1992 | Bộ phận thu tín hiệu bị phá hủy bởi hỏa hoạn năm 2004, bị bỏ hoang từ năm 2010. |
| OS-3        | Yeniseysk-15, Krasnoyarsk, Russia                                         | 57°52′5,67″B 93°7′7,26″Đ / 57,86667°B 93,11667°Đ transmitter 57°52′24,22″B 93°6′28,09″Đ / 57,86667°B 93,1°Đ receiver       | 40° (estimated)  | Daryal-U  | 1983–1987 | Tạm dừng vào năm 1989 và bị tháo dỡ.                                            |